# Ле Арди де Больё, Филипп
Виконт Филипп ле Арди де Больё (фр. Philippe Le Hardy de Beaulieu, 1887—1942) — бельгийский фехтовальщик, призёр Олимпийских игр.
Родился в 1887 году. В 1906 году завоевал бронзовую медаль в командном первенстве на шпагах на не признаваемых МОК Внеочередных летних Олимпийских играх. В 1912 году принял участие в Олимпийских играх в Стокгольме, где сумел завоевать бронзовую медаль в фехтовании на шпагах. В 1920 году стал серебряным призёром Олимпийских игр в Антверпене.